# Roberto Bermúdez de Castro Mur
Roberto Bemúdez de Castro Mur (Osca, 25 de gener de 1971) és un polític espanyol. Ha sigut diputat en les Corts d'Aragó i portaveu del Grup Popular. Des de 2023 exerceix de conseller d'Hisenda del Govern d'Aragó.

## Biografia
Es va diplomar en Ciències Empresarials per la Universitat Oberta de Catalunya i es va llicenciar en Administració i direcció d'empreses per la mateixa universitat. En 2016 es troba cursant un Màster en Fiscalitat. És Soci fundador de l'Assessoria empresarial AV y asociados, així com propietari de diversos projectes d'energies renovables. És pare de dos fills i una filla (nascuda l'abril de 2019).

## Trajectòria política
Ha estat Conseller de Presidència, Justícia i Portaveu del Govern d'Aragó (2011-2015); senador, diputat provincial, regidor i President de la Hoya d'Osca. També ha exercit diferents càrrecs en el Partit Popular (Sotssecretari de les àrees Territorial i Electoral del Partit Popular d'Aragó, president de Noves Generacions d'aquest partit i Secretari provincial a Osca), en l'actualitat és membre del Comitè Executiu Nacional del Partit Popular i coordinador adjunt a la presidència del Partit Popular d'Aragó.
Des de novembre del 2016 fins al juny de 2018 fou Secretari d'Estat d'Administracions Territorials al Govern d'Espanya presidit per Mariano Rajoy. Durant la crisi constitucional a Catalunya el 2017, va assumir la coordinació de l'aplicació de l'article 155 de la Constitució espanyola a Catalunya.
L'11 d'agost de 2023 va ser nomenat conseller d'Hisenda del Govern d'Aragó, en el nou executiu presidit per Jorge Azcón, resultat del pacte de govern entre PP i VOX.